# Большебейсугское сельское поселение
Большебейсугское сельское поселение — муниципальное образование в Брюховецком районе Краснодарского края России.
В рамках административно-территориального устройства Краснодарского края ему соответствует Большебейсугский сельский округ.
Административный центр — село Большой Бейсуг.

## Население
| 2010  | 2012  | 2013  | 2014  | 2015  | 2016  | 2017  |
| ----- | ----- | ----- | ----- | ----- | ----- | ----- |
| 2188  | ↗2197 | ↘2184 | ↘2166 | ↗2173 | ↘2167 | ↗2179 |
| 2018  | 2019  | 2020  | 2021  | 2023  |       |       |
| ↘2149 | ↗2155 | ↘2118 | ↘1965 | ↘1929 |       |       |

## Населённые пункты
В состав сельского поселения (сельского округа) входят 3 населённых пункта:
| № | Населённый пункт    | Тип населённого пункта | Население (чел.) |
| - | ------------------- | ---------------------- | ---------------- |
| 1 | Большой Бейсуг      | село                   | ↘1580            |
| 2 | Приречное           | село                   | ↘387             |
| 3 | Харьково-Полтавское | село                   | ↘221             |